# هيرام رودز ريفيلز
هيرام رودز ريفيلز (27 سبتمبر 1827- 16 يناير 1901)، كان عضوًا جمهوريًا في مجلس الشيوخ الأمريكي وقسًا في الكنيسة الأسقفية الميثودية الأفريقية ومديرًا جامعيًا. ولد هيرام حرًا في ولاية كارولينا الشمالية لكنه انتقل ليعيش ويعمل في أوهايو حيث قام بالانتخاب قبل بدء الحرب الأهلية. أصبح ريفيلز أول أمريكي من أصل أفريقي يخدم في الكونغرس الأمريكي، عندما اختير ليكون النائب الجمهوري الممثل لولاية ميسيسيبي في عامي 1870 و1871 خلال عصر إعادة الإعمار.
خلال الحرب الأهلية الأمريكية، ساعد ريفلز في تنظيم فوجين من القوات الملونة للولايات المتحدة وعمل حينها كقسيس. بعد خدمته في مجلس الشيوخ، اختير ريفلز ليكون أول عميد لكلية ألكورن الزراعية والميكانيكية (الآن جامعة ألكورن الحكومية)، حيث خدم من 1871 إلى 1873 ومن 1876 إلى 1882. في وقت لاحق من حياته، شغل منصب قسيس مرة أخرى.

## كعضو في مجلس الشيوخ الأمريكي

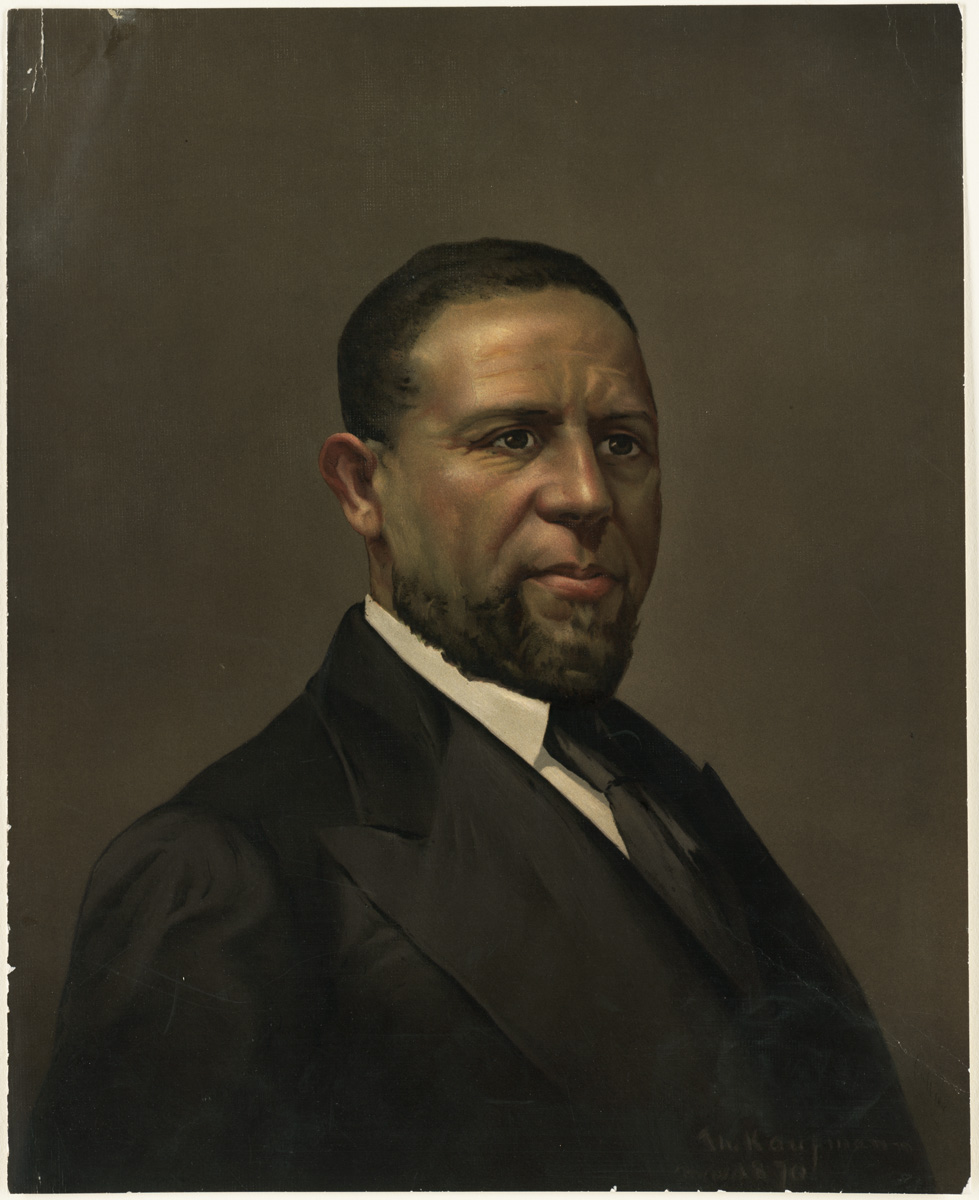
كان ريفلز أول أمريكي أسود وأول أمريكي أصلي يخدم في مجلس الشيوخ بالولايات المتحدة.

أيد ريفلز الوسطية والاعتدال، ودعم بقوة المساواة العرقية وعمل على طمأنة زملائه أعضاء مجلس الشيوخ حيال مقدرات الأمريكيين الأفارقة. في خطابه الأول أمام مجلس الشيوخ في 16 مارس عام 1870، دعا ريفلز إلى إعادة المشرعين السود في الجمعية جورجيا العامة بعد أن طردهم ممثلو الحزب الديمقراطي الأبيض بشكل غير قانوني. قال: «أؤكد أن السجل السابق لعرقي هو مؤشر حقيقي للمشاعر التي تحركهم اليوم. هم لن يعملوا على الارتقاء بأنفسهم على حساب مصلحة واحدة من مصالح المواطنين البيض».
خدم ريفلز في لجنة التعليم والعمل وفي لجنة مقاطعة كولومبيا. وفي ذلك الوقت، كان الكونغرس يدير المقاطعة. دار معظم اهتمام أعضاء مجلس الشيوخ حول قضايا إعادة الإعمار. دعا الجمهوريون المتطرفون إلى الاستمرار بمعاقبة الكونفدراليين السابقين، بينما دعا ريفلز إلى العفو عنهم مع استعادتهم للجنسية الكاملة شريطة أن يقسموا على الولاء للولايات المتحدة.

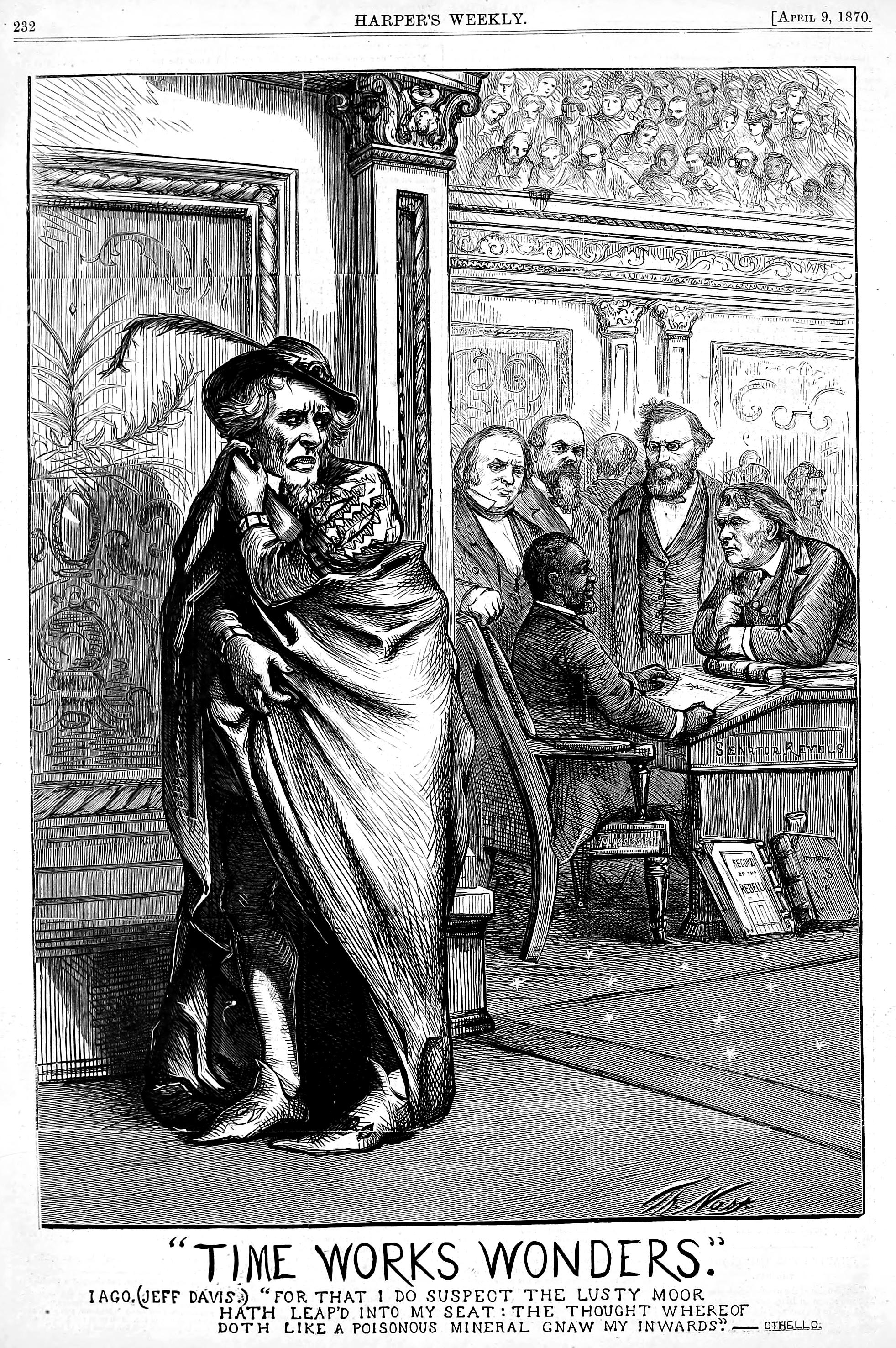
كاريكاتير سياسي: يحل ريفلز (جالسًا) محل جيفرسون ديفيس (إلى اليسار، يرتدي زي أياغو من مسرحية عطيل لويليام شكسبير) في مجلس الشيوخ الأمريكي. مجلة هاربرز ويكلي في 19 فبراير 1870. كان ديفيس سيناتورًا عن ولاية ميسيسيبي حتى عام 1861.

استمرت فترة تمثيل ريفلز لولاية ميسيسيبي عام واحد من فبراير 1870 إلى 3 مارس 1871. عمل ريفلز بهدوء وإصرار لصالح المساواة على الرغم من عدم نجاحه في كثير من الأحيان؛ إذ ناهض التعديل الذي اقترحه السناتور ألين جي ثورمان (ديمقراطي عن ولاية أوهايو) في ما يتعلق باستمرار نظام الفصل في مدارس واشنطن العاصمة ودعا إلى التوحيد والاندماج. رشح ريفلز شابًا أسودًا إلى الأكاديمية العسكرية الأمريكية، لكنه رُفِضَ مع ذلك. دافع ريفلز بنجاح عن قضية العمال السود الذين حُرِموا من العمل في واشنطن نايفي يارد بسبب لونهم.
أشادت الصحافة الشمالية بريفلز لقدراته الخطابية. دفع سلوكه في مجلس الشيوخ، جنبًا إلى جنب مع سلوك الأمريكيين السود الآخرين الذين كانوا في مجلس النواب، عضو الكونغرس الأبيض جيمس جي بلين (جمهوري عن ولاية مين)، إلى كتابة ما يلي في مذكراته: «كان الملونون الذين شغلوا مناصبًا في مجلس الشيوخ ومجلس النواب رجالًا مجتهدين وجادين وطموحين، ويعتبر سلوكهم العام مشرفًا لأي عرق».
دعم ريفلز مشاريع قوانين تساهم في تطوير البنية التحتية لولاية ميسيسيبي، وذلك عن طريق: منح الأراضي وحق الطريق للمساعدة في بناء خط سكة حديد نيو أورليانز والشمال الشرقي (المؤتمر الحادي والأربعون الجلسة الثانية) والسدود على نهر الميسيسيبي (المؤتمر الحادي والأربعون الجلسة الثالثة).